# Квасі Овусу
Квасі Овусу (англ. Kwasi Owusu, 7 листопада 1945 — 30 березня 2020, Суньяні) — ганський футболіст, що грав на позиції нападника, зокрема за національну збірну Гани.

## Клубна кар'єра
На клубному рівні грав за команду «Бофоакво Тано». 

## Виступи за збірну
1966 року дебютував в офіційних матчах за національну збірну Гани. Був у її складі учасником футбольного турніру на літніх Олімпійських іграх 1972 року.
За десятирічну кар'єру в національній команді забив в іграх за неї 36 голів.

## Титули і досягнення
- Срібний призер Кубка африканських націй: 1970